# Silka (építőanyag)
A Silka a Xella építőanyag-ipari cég egyik márkaneve, illetve védjegye a mészhomoktégla elnevezésére.
A mészhomoktégla fő alkotóeleme a kvarchomok. Ez a teljesen természetes alapanyag, nagy mennyiségben megtalálható a földfelszín közelében, így kitermelése nem jelent környezetterhelést.
További összetevője még a mész és a víz. A receptura szerint a bemért anyagok egy gyors keverőbe kerülnek. A keverés célja egy homogén eloszlású, csomómentes, 5–7 m% vizet tartalmazó keverék készítése. A friss keverék a reaktorba kerül, ahol az érlelés idő alatt az égetett mészszemcsék beoltódnak és mészhidrátot képeznek.
CaO + H2O = Ca(OH)2 + Q                                (Q = 1177 KJ/kg)    

## Története
Bár Magyarországon már a 20. század elején ismert építőanyag volt, ám a második világháború után, az iparosított építés korszakában feledésbe merült. Silka néven 2004 óta a magyar építőipar újra felfedezhette a mészhomoktéglát, és elsősorban a nagy testsűrűségéből adódó kiváló hangszigetelési képességéből adódóan az akusztikai falak (lakáselválasztó, lakó és közösségi terek közötti, homlokzati stb.) egyik jellemző megoldásaként használja. A modern gyártástechnológiának ezen belül is a számítógép által vezérelt préselési eljárásnak és a nagy nyomású gőzszilárdításnak köszönhetően a Silka mészhomoktéglák fizikai paraméterei nagymértékű fejlődésen mentek keresztül. A ±1 mm-es méretpontosságból adódóan a nút-féderes falazóelemeket a 2 mm-es habarcsréteget adó vékonyágyazó technológiával is falazhatjuk. A legkorszerűbb gyártási technológia 50x-es fagyállóságot garantál a burkolótégláknak, mely lehetővé teszi azok alkalmazását függőleges falakon kívül lábazatokban, párkányokban is.

## Gyártás
A hazai bányákból származó homokot és meszet a gyárban, silókban tárolják. A nyersanyagokat súly alapján adagolják - a keverési arány körülbelül mész : homok = 1 : 12 – azokat intenzíven összekeverik és szállítószalagon a reaktorokba vezetik. Itt az égetett mész víz hozzáadásával mészhidráttá alakul át. A folyamat során keletkező hő a reaktorban lévő keveréktömeget 60-70 °C-ra melegíti fel, s az így képződött gőz átjárja az egész anyagot, biztosítva annak lehetőségét, hogy a vízzel közvetlenül nem érintkező mészszemcsék is beoltódjanak. A mészhomoktégla tömörségét préseléssel 150-170 bar nyomáson lehet elérni, a nyomószilárdságát meg gőzérleléssel az autoklávolás során 200 °C-on. Az autoklávolás során 15 báros (abszolút nyomás) telített vízgőzatmoszférában azok a kémiai folyamatok már néhány óra alatt lezajlanak, amelyek atmoszférikus körülmények között egyáltalán nem mennének végbe. A Ca(OH)2, SiO2 és H2O közti kémiai reakció során tobermorit és egyéb kalcium-szilikát-hidrátok képződnek. A gyártási folyamat során a mészből, homokból és vízből létrehozott struktúrák felelősek azért, hogy a mészhomoktégla alkatrészei szilárd kötéssel rendelkezzenek. Eközben nem keletkezik káros anyag. Az autoklávból kijövő késztermék (megszilárdulás és kihűlés után) a mészhomoktéglák készek a felhasználásra, nincs szükség a gyárban előtárolásra.

## Környezetvédelem
A természetes alapanyagok, az alacsony előállítási energiaszükséglet, a kikerülő melléktermék nélküli gyártás és hulladékmentes felhasználás mind a természeti környezet terhelésének csökkentését jelenti. A Silka mészhomoktégla gyártása és alkalmazása során nem szabadulnak fel mérgező gázok. Az alapanyagoknak és a gyártástechnológiai, illetve felhasználási tulajdonságoknak köszönhetően a Silka megfelel a vonatkozó környezetvédelmi követelményrendszernek, melyet független tanúsító szervezet a „Környezetbarát” védjegy használatának jogosultságával is igazol.

## Termékek
- falazóelemek
- burkoló téglák

## Silka mészhomoktéglával készült épületek
- Kecskemét, Mercedes Benz
- Budapest, 100 lakásos passzívház
- Herceghalom, Vitalis Lakópark
- Budapest, Idősek Otthona
- Budapest, Corvin sétány - Park Residents
- Budapest, Tüskecsarnok,
- Csepel, Rákóczi-liget
- Budapest, Nordic Light Irodaház